# Ressaca
La ressaca és una sensació de malestar físic que s'experimenta després d'unes hores d'haver consumit excessivament begudes alcohòliques o drogues. Aquesta pot durar diverses hores i fins i tot més de 24 hores.

## Símptomes
La ressaca es manifesta com un conjunt dels següents símptomes:
- Amnèsia lleugera o pèrdua de la memòria del que ha passat durant l'episodi etílic.
- Alteracions gàstriques: vòmits, gairebé sempre, i més rarament diarrea a causa de l'alcohol, ja que provoca l'erosió de la mucosa gàstrica i la pèrdua de la vellositat intestinal.
- Mal de cap, el qual es produeix per deshidratació de les meninges, dilatació dels vasos sanguinis i disminució de la glucosa (sucre en sang).
- Set intensa, que s'origina com una resposta del cos a la deshidratació causada per la degradació de l'alcohol.
- Dolor abdominal i muscular, per tant una sensació de debilitat.

## Tractament
- Hidratació. L'alcohol provoca deshidratació, i per això és bo beure aigua al llarg de tot el dia.[3]
- Descansar. Dormir més hores permetrà a l'organisme recuperar-se dels excessos.[3]
- Ingesta de suplements vitamínics que intervinguin en el procés de metabolització de l'alcohol, com són la B1, la B6, la B12 i la vitamina C.[3]
- L'aspirina i l'ibuprofèn paren el mal de cap. El paracetamol no és recomanable, ja que l'alcohol ingerit pot interferir en el metabolisme a nivell hepàtic i fer aquest fàrmac tòxic.[3]